# Josefine Mutzenbacher – Wie sie wirklich war
Josefine Mutzenbacher – Wie sie wirklich war (englischer Titel: Sensational Janine) ist ein deutscher Pornofilm aus dem Jahr 1976. Der Film wurde unter der Regie von Hans Billian gedreht, von dem auch das Drehbuch stammt.

## Handlung
Der Film erzählt, eng angelehnt an die Handlung des klassischen pornografischen Romans Josefine Mutzenbacher, in mehr oder weniger korrektem Wiener Dialekt die Entwicklung der Protagonistin von einem unschuldigen Mädchen zu einer berühmten Prostituierten im Wien des ausgehenden 19. Jahrhunderts.
Die Geschichte beginnt damit, dass die junge Josefine sieht, wie ihr Bruder die Eltern beim Liebesspiel beobachtet und dabei masturbiert. Josefine gesellt sich zu ihm, dabei kommt es zwischen Bruder und Schwester zu gegenseitiger Masturbation und oralem Sex. Den Wunsch des Bruders nach Geschlechtsverkehr lehnt Josefine noch ab, doch in der Folge werden die Neugier und der Drang nach Sex in ihr immer stärker. Sie bewegt einen Nachbarn, den sie beim Sex mit einer Nachbarsfrau beobachtet hat, dazu, sie zu deflorieren, und entdeckt nach und nach die verschiedensten Spielarten der sexuellen Lust, so mit einem Untermieter, einem Geistlichen und nach dem Tod der Mutter auch mit ihrem Stiefvater. Als ein Zuhälter bei ihnen einzieht, findet sie schließlich ihre Bestimmung: Sie beschließt, eine Hure aus Leidenschaft zu werden.

## Besonderheiten
- Die einzelnen Sexszenen sind kürzer, zahlreicher und von den Stellungen und Sexpraktiken her abwechslungsreicher als im Großteil der Pornofilme üblich. Eine Besonderheit des Films ist auch, dass die Darsteller sehr natürlich anmutende Personen sind, ohne besondere äußerliche Attraktivität. Viele der Schauspieler sind – für Pornoverhältnisse – verhältnismäßig alt. Zudem hat der Film eine wirkliche lineare Handlung, was ihn von vielen anderen Pornofilmen abhebt, und ist mit viel Humor in Szene gesetzt.

- In seinem Genre gilt der Film als Klassiker, er zog vier Fortsetzungen von Regisseur Hans Billian nach sich, die aber nicht die Qualität und den Erfolg des Originals erreichten:
  - Die Beichte der Josefine Mutzenbacher (1978)
  - Das Haus der geheimen Lüste (1980) wird auch als Josefine Mutzenbachers Haus der geheimen Lüste vermarktet
  - Aus dem Tagebuch der Josefine Mutzenbacher (1981)
  - Die Liebesschule der Josefine Mutzenbacher (1987)
  - The Making Of Josefine Mutzenbacher (1987, Doku)
  - Josefine Mutzenbacher-Manche mögen's heiß (1992)